# Психогеография
 Психогеография — направление социальной психологии и философии, изучающее психологическое воздействие городской среды. Развивалось в рамках Ситуационистского интернационала. Французский философ Ги Дебор определял психогеографию как «изучение точных законов и конкретных воздействий географической среды на эмоции и поведение индивидов» .

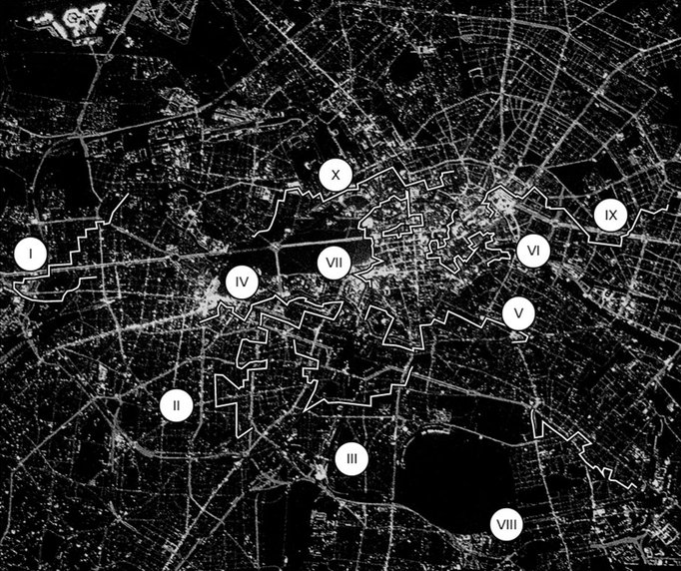
Контрольные точки дрейфа

## История

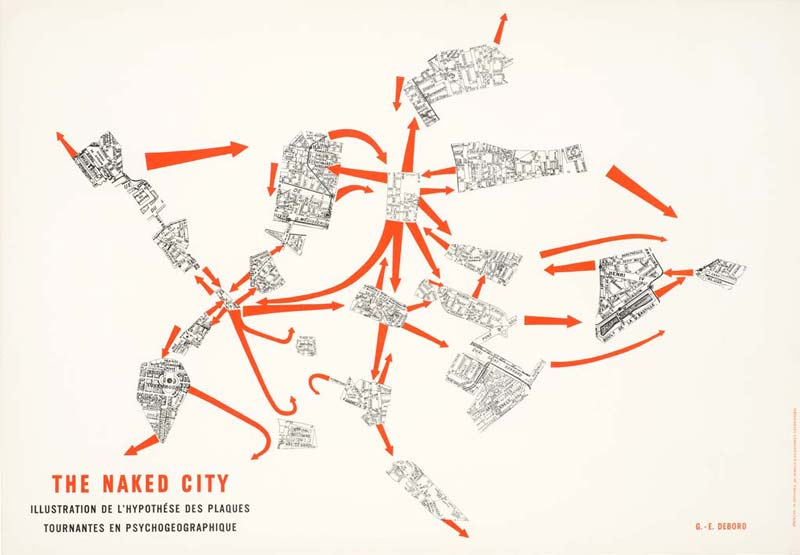
[https://gorod.hse.ru/sourban/news/403673455.html Маршрутизация

Понятие психогеографии впервые появилось в публикациях парижского журнала «Potlach», органа Леттристского Интернационала — объединения писателей и философов левого толка, близких к ситуационистам. Связано с понятием унитарного урбанизма (англ.), развитого французским философом русского происхождения Иваном Щегловым. Философское трактование городской среды леттристами берет свое начало в дадаизме и сюрреализме. Идея городских странствий относится к концепции фланёра, развитой Шарлем Бодлером. После исключения Щеглова из союза леттристов в 1954 году Ги Дебор и другие дополнили концепцию унитарного урбанизма требованием революционного подхода к архитектуре. На конференции в Козио-ди-Арроша в Италии (1956 год) леттристы присоединились к Международному движению за имажинистский «Баухаус». Французский художник Жиль Вольман дал следующее определение унитарного урбанизма :

Унитарный урбанизм — то есть синтез искусства и технологии, к которому мы призываем — должен быть построен в соответствии с новыми жизненными ценностями, которые теперь следует распознать и распространить.

Концепция «унитарного урбанизма» предусматривала отказ от функциональной, евклидовой архитектуры и разделение искусства и его окружения.
В «Формуляре нового урбанизма» Иван Щеглов дал следующее определение архитектуры:
Архитектура — самый простой способ артикулировать время и пространство, простейший способ модулирования реальности, воплощения мечты
.
Ситуационисты считали, что современная им архитектура сковывает человека физически и идеологически: «психогеографический рельеф городов с постоянными потоками и фиксированными фокусными точками всячески ограничивает доступ к определённым зонам.».
Ситуационисты предлагали новую организацию городского пространства городского ландшафта. Так, Ги Дебор предлагал объединить два фактора организации пространства: «мягкий», состоящий из света, звуков, времени и идей, и «жёсткий», включающий собственно конструкции.
В конце концов, Ги Дебор и Асгер Йорн смирились с реальностью «городской относительности». Дебор признает это в своем фильме 1961 года «Критика разделения» (A Critique of Separation). Несмотря на неоднозначность теории, Дебор посвятил себя её практической реализации, признавшись позднее: «все это не очень понятно. Это типичный монолог пьяного с пустыми фразами, не требующими ответа. И молчанием.».
Прежде чем смириться с невозможностью воплощения истинной психогеографии, Дебор снял ещё один фильм, « On the Passage of a Few Persons Through a Rather Brief Unity of Time» (1959). Фильм повествует в иносказательном виде об эволюции взглядов ситуационистов. В ходе пространных рассуждений об искусстве, невежестве, консюмеризме и милитаризме звучит призыв к психогеографическому действию.

## Дрейф
По определению, психогеография сочетает в себе субъективные и объективные знания и исследования. В попытке уточнить предмет и метод психогеографии, Ги Дебор написал памфлет «Теория дрейфа» (Theory of the Dérive, 1958), в котором изложил процедуру, названную им «дрейфом» (фр. Dérive — «дери́в»):

Участники «дрейфа» должны оставить на какое-то время свои обычные цели и мотивы, мысли о своей работе, домашних обязанностях и других занятиях, и погрузиться в окружающую среду и те встречи, которая та в себе таит.
Оригинальный текст (англ.)In a dérive one or more persons during a certain period drop their usual motives for movement and action, their relations, their work and leisure activities, and let themselves be drawn by the attractions of the terrain and the encounters they find there.

## Современное состояние
Исследования, предпринятые лондонской психогеографической ассоциацией в 1990‑х годах, согласуются с утверждением Асгера Йорна и скандинавских ситуационистов (Drakagygett 1962—1998) о том, что психогеография как понятие может быть осознано только через практическое применение.

## Видные последователи
- Питер Акройд
- Пэт Баркер
- Пол Конилли[англ.]
- Стюарт Хоум
- Роберт Макфарлейн
- Уилл, Селф
- Иен Синклер

Видимый комитет

## Приложения для психогеографических исследований
Для мобильных устройств был создан ряд приложений, облегчающих практику дрейфа:
- Dérive app
- Serendipitor
- Drift
- Dérive

## Комментарии
1. ↑  Дебор страдал тяжелой формой алкоголизма (см. также его Panegyrique, 1995)